# 裏DVD
裏DVD（うらディーブイディー）とは、裏ビデオ同様、主として性器部分に修正（モザイク処理など）を加えず性交を収録しているポルノ映像作品（アダルトビデオ）である。日本においては、わいせつ物頒布罪に該当するため、流通・販売が「表」では出来ず「裏」で行われるためこう呼ばれる。過去の裏ビデオ作品のDVD化や、海賊版とされる裏DVDとは別に、海外向けに製作された日本人女優の出演する無修正アダルト作品（ジャポルノ）もある。媒体がBlu-rayディスクの場合は裏ブルーレイと表記される。
また、性的要素がなくとも非合法な映像（映画や演奏会等の盗撮・封印作品・グロテスクな表現が含まれるものなど）が記録されたDVDのことも「裏DVD」と称することがある。

## 概要
裏DVDには、次のような種類がある。
1. 海外製作の無修正DVDを、密かに国内に持ち込んだもの
海外で合法に販売されている無修正DVDを、海外旅行の手荷物、個人輸入などで国内に持ち込んだもの。無修正DVDは輸入禁制品に当たるため持込が発覚すると、税関から所有権の任意放棄を求められる。個人の数枚程度の持ち込みが発覚した程度では所有権の任意放棄で済むが、組織的に大規模な密輸を企てると、摘発、検挙されることもある。
インターネット上に販売サイトを開設し、アメリカ合衆国のハワイ州やカリフォルニア州などからの発送を行う業者があるが、これは国際郵便で発送を行うことによって、店側は販売の罪を問われるというリスクをクリアするためのものであるが、輸入禁制品であるため、税関で没収されたり、荷物の開封の要請がくる場合もある。現地にて直接購入する場合も同様である。
2. 国内に持ち込まれた海外製作無修正DVDをDVD-Rに複製したもの
何らかの方法で国内に持ち込まれた海外製作無修正DVDを、リージョンコードやコピープロテクトなど複製の技術的禁止手段を回避・解除して、DVD-Rに複製したもの。大手の裏業者は、複製したDVD-Rを「裏DVD」と称して販売することが多い。無修正DVDといえども著作物である以上、複製・販売は著作権法違反に問われる行為となる。
3. インターネット上を流れる動画ファイルをDVD-Rに記録したもの
アダルトサイトやP2Pなどによりインターネット上を流れる動画ファイルを保存し、DVD-Rに記録したもの。作品は海外製作無修正DVDと同じであるが、インターネットに乗せるためにデータの圧縮・間引きなど動画を劣化させる操作を行っているため、オリジナルの海外製作無修正DVDと比較すれば動画の品質は劣っている。大手の裏業者ではかえって手間になるのでこの方法は用いないが、個人や小規模な組織が小遣い稼ぎ程度にやるときによく用いられる。当然、著作権法違反に問われる行為である。
なお、米国で合法の無修正アダルトビデオを米国発信、日本でウェブ閲覧することは、日本の法律に触れない。これは、記録メディアを不要とするため、流通リスクを犯さずに日本撮影関係者が無修正流通ルートを確保する手段でもあり、顧客もブロードバンドインターネット接続普及とともにウェブ配信へ移行し、犯罪性のない無修正アダルトビデオの裏DVDは、縮小されている。
4. 過去に販売された裏ビデオをDVD-Rに記録したもの
VHSビデオテープ時代の裏ビデオ作品をDVD-Rに記録したものである。過去に人気を博した伝説の作品や過去の児童ポルノ（当時合法・非合法を問わず）作品が、この方法で複製されている。特に当局の取締まりが厳しい児童ポルノ作品については、DVD-R販売サイトを通じて裏DVDを購入した芸能人、教員や、サイトを運営していた業者がいっせいに逮捕や摘発される事件も頻繁におきている。

## 販売方法
裏DVDは、合法のアダルトビデオと異なり、一般的なレンタルビデオ店には置かれず、下記に示す流通法で販売されている。初期の作品が家庭用ビデオカメラを用いて撮影、編集されているものも多いうえに、ダビングを繰り返されているのも多いため、映像の品質は高くない。近年ではDVD原版落とし（ダビング）と称して、比較的画質の良好なものもある。DVDプレーヤーの普及に伴い、記録メディアは「DVD」を使うDVD-Videoへ移行した。
猥褻物は、陳列・販売・頒布することが違法になるので、所持している分（販売する目的での所持を除く）には取締まりを受けることはなく、日本国内の店舗もしくは販売サイトから、裏DVD（DVD-R）を買った場合は、取締りの対象になるのは店側のみである。ただし、証拠品として警察にビデオ提出を要求されたり、事情聴取として警察署に連行されたりすることがある。

### 販売経路
主な経路を示す。
- 繁華街のアダルトショップ（合法アダルトビデオと共に売られている店と、裏ビデオ専門店とある。通販対応しているところも少なくない）暴力団の資金源とも言われる。
- アダルトショップ店内での呼び込み（レンタル会議室などに客を集めて、リストを見せて選ばせる）
- 独身男性（女性）の家（アパート）にビラを投函し、宅配便や販売者が届ける。
- インターネット合法サイト（ハワイ州やカリフォルニア州など）を用いての販売（州内では合法）

アメリカ合衆国などの合法サイトでは、正規品の裏DVDが1枚あたり約2,000円から販売され、日本への発送も可能となっている。また、日本の違法サイトでは、正規品を勝手にコピーした粗悪DVDが安く販売されているが、近年、取締まりが厳しくなっている為、閉鎖に追い込まれるサイトも少なくない。また、データ配信のみ、まとめ買い、コピー商品（著作権などでも違法）などは1本500円以下で販売されていたり、オークションに中古品を出品していることもあり、業界の低価格化が進んでいる。

### 新たな流通経路
インターネットによって裏ビデオが流通している。

## 作品
歌舞伎町などの店舗販売されていたいわゆる裏ビデオとは異なり、インターネットの普及とともにオンラインによる逆輸入販売という形で、若い世代の新しいアダルト文化として瞬く間に広がった。『SPA!』などの週刊誌でも話題になり、カリフォルニア州やハワイ州、ヨーロッパなどに拠点をおくインターネット販売店が次々に開業した。
裏DVDにはAV女優が海外販売了承の場合に出演している。
数年前までは、裏DVDに出演した女優が契約外のメーカーが動画を流すのは肖像権侵害であるとして、訴訟沙汰を起こすケースが多々あった。販売サイトが、黒沢愛の無修正作品を無断で、裏DVDとして販売し、著作権侵害をした事件は東京スポーツなどのスポーツ紙を賑わしたほど。その後は出演女優と直接交渉し、無修正ビデオへの出演を依頼することで、トラブルを避けるケースが多くなった。もともと裏DVDというのは契約内容が海外で国際無修正動画をネットで公開するというものであるため、かなり高額なギャラを払わなければ女優は出演してくれないため、出演料が何倍にもなるケースもある。この場合では国際販売である。
現在では販売サイトが、新たにプロダクション機能を持ち独自の作品を製作し、そのマーケットを海外に広げ、アメリカ国内やドイツ、スペイン、イタリアオーストラリアといったポルノ文化の盛んな地域で人気を博している。これらはジャポルノと呼ばれ、現在では、多くのプロダクションが海外進出を目指して目まぐるしい競争を展開しており、日本のアダルト業界の海外進出、S級と呼ばれる超人気AV女優たちの海外に舞台を移しての活躍が目覚ましくなっている。
発信元のアメリカでは、ブッシュ政権の下に施行された2257法案などにより、アメリカ国内で未成年へのアダルトビデオ製作販売に関する規制が厳しくなっており、出演者の許諾書、年齢確認証明、運転免許証やパスポートなどの成人限定という写真付き本人照明の提出登録などの手続きが必須となっており、違反した場合はFBIの調査が入り、摘発された場合は20年の禁固刑が科せられる。